# Рассказы Фрэнсиса Скотта Фицджеральда
Списки из 180 рассказов составлены в хронологическом порядке первой публикации или написания. В списки не включены некоторые пьесы и повести, которые могут восприниматься как рассказы, потому что они входят в сборники, которые в основном состоят из рассказов.

## 1909—1919
| Название                                             | Оригинальное название                                                                                  | Сборник                                                                                  | Публикация                                                            | Прим.                                                                      |
| ---------------------------------------------------- | --- | ---------------------------------------------------------------------------------------- | --------------------------------------------------------------------- | -------------------------------------------------------------------------- |
| Тайна закладной Рэймонда                             | The Mystery of the Raymond Mortgage                                                                    | Проба пера Фантастические и мистические истории Ф. Скотта Фицджеральда                   | 1909, октябрь — St. Paul Academy Now and Then                         | Другие названия: - «Тайна заклада Рэймонда» - «Загадка закладной Рэймонда» |
| Рид, на замену!                                      | Reade, Substitute Right Half                                                                           | Проба пера                                                                               | 1910, февраль — St. Paul Academy Now and Then                         |                                                                            |
| Долг чести                                           | A Debt of Honor                                                                                        | Проба пера                                                                               | 1910, март — St. Paul Academy Now and Then                            |                                                                            |
| Комната за зелеными ставнями                         | The Room with the Green Blinds                                                                         | Проба пера                                                                               | 1911, июнь — St. Paul Academy Now and Then                            |                                                                            |
| Невезучий Санта-Клаус                                | A Luckless Santa Claus                                                                                 | Проба пера                                                                               | 1912, 25 декабря — Newman News                                        | Другое название «Санта-неудачник»                                          |
| Боль и проповедник                                   | Pain and the Scientist                                                                                 | Проба пера                                                                               | 1913 — Newman News                                                    | Другие названия: - «Боль и Христианская наука» - «Проповедник и боль»      |
| По следам герцога                                    | The Trail of the Duke                                                                                  | Проба пера                                                                               | 1913, июнь — Newman News                                              | Другое название «В погоне за герцогом»                                     |
| Испытание                                            | The Ordeal                                                                                             | Проба пера Фантастические и мистические истории Ф. Скотта Фицджеральда                   | 1915, июнь — Nassau Literary Magazine                                 |                                                                            |
| Малютка Минни Мак-Клозки                             | Little Minnie McCloskey                                                                                |                                                                                          |                                                                       |                                                                            |
| Написан в 1916 году                                  | Другое название «Крошка Минни Макклоски. Рассказ для девочек»                                          |                                                                                          |                                                                       |                                                                            |
| Старый пионер                                        | The old frontiersman                                                                                   |                                                                                          |                                                                       |                                                                            |
| Написан в 1916 году                                  | Другие названия: - «Старик-первопроходец. История освоения новых земель» - «Рассказ из жизни фронтира» |                                                                                          |                                                                       |                                                                            |
| Кочегар Седрик: Правдивый рассказ о битве на Балтике | Cedric the Stoker: The True Story of the Battle of the Baltic                                          |                                                                                          |                                                                       |                                                                            |
| Написан в 1917 году                                  | Другое название «Кочегар Седрик», соавтор Джон Биггс, мл.                                              |                                                                                          |                                                                       |                                                                            |
| Детский праздник                                     | That Kind of Party                                                                                     | Истории про Бэзила и Джозефину                                                           | Написан в 1917 году                                                   |                                                                            |
| Шпиль и Горгулья                                     | The Spire and the Gargoyle                                                                             | Проба пера                                                                               | 1917, февраль — Nassau Literary Magazine                              |                                                                            |
| Тарквинний из Чипсайда                               | Tarquin of Cheapside                                                                                   | Сказки века джаза Проба пера Фантастические и мистические истории Ф. Скотта Фицджеральда | 1917, апрель — Nassau Literary Magazine 1921, февраль — The Smart Set |                                                                            |
| Малыши в лесу                                        | Babes in the Woods                                                                                     | Проба пера                                                                               | 1917, май — Nassau Literary Magazine                                  |                                                                            |
| Сентиментальность и слой румян                       | Sentiment—And the Use of Rouge                                                                         | Проба пера                                                                               | 1917, июнь — Nassau Literary Magazine                                 | Другое название «Чувство и мода на пудру»                                  |
| Кастальский ключ и последняя капля                   | The Pierian Springs and the Last Straw                                                                 | Проба пера                                                                               | 1917, октябрь — Nassau Literary Magazine                              | Другое название «Последняя капля Кастальского ключа»                       |

## 1920—1924
| Название                              | Оригинальное название                   | Сборник | Публикация                                         | Прим. |
| ------------------------------------- | --------------------------------------- | --- | -------------------------------------------------- | --- |
| Должок                                | The I.O.U.                              | Я за тебя умру | Написан в 1920, отклонён Harpers Bazaar            | Другое название «Долг чести» |
| Пара                                  | The Couple                              | Я за тебя умру | Написан между апрелем 1920 и октябрём 1922         | |
| Голова и плечи                        | Head and Shoulders                      | Фифы и философы Рассказы Ф. Скотта Фицджеральда | 1920, 21 февраля — The Saturday Evening Post       | В 1920 году по мотивам рассказа был снят немой фильм «The Chorus Girl’s Romance» |
| Благословение                         | Benediction                             | Фифы и философы | 1920, февраль — The Smart Set                      | |
| Как Далиримпл сбился с пути           | Dalyrimple Goes Wrong                   | Фифы и философы | 1920, февраль — The Smart Set                      | Другие названия: - «Дэлиримпл сбивается с пути» - «Дэлиримпл на ложном пути» |
| Майра знакомится с его семьей         | Myra Meets His Family                   | Цена была высока | 1920, 20 марта — The Saturday Evening Post         | Другие названия: - «Как Майра знакомилась с родней жениха» - «Майра и его семья» В 1920 году по мотивам рассказа был снят немой фильм «The Husband Hunter», а в 1984 году фильм для ТВ «Under the Biltmore Clock» |
| Задняя половина верблюда              | The Camel’s Back                        | Сказки века джаза | 1920, 24 апреля — The Saturday Evening Post        | Другое название «Половина верблюда» |
| Волосы Вероники                       | Bernice Bobs Her Hair                   | Фифы и философы Истории Ф. Скотта Фицджеральда Рассказы Ф. Скотта Фицджеральда                                                                             | 1920, 1 мая — The Saturday Evening Post            | Другое название «Бернис коротко стрижётся» В 1976 году по мотивам рассказа был снят фильм «Bernice Bobs Her Hair» для ТВ                                                                                          |
| Ледяной дворец                        | The Ice Palace                          | Фифы и философы Истории Ф. Скотта Фицджеральда Возвращение в Вавилон и другие истории Рассказы Ф. Скотта Фицджеральда                                      | 1920, 22 мая — The Saturday Evening Post           | |
| Прибрежный пират                      | The Offshore Pirate                     | Фифы и философы Портативный Ф. Скотт Фицджеральд Рассказы Ф. Скотта Фицджеральда Фантастические и мистические истории Ф. Скотта Фицджеральда               | 1920, 29 мая — The Saturday Evening Post           | В 1921 году по мотивам рассказа был снят немой фильм «The Off-Shore Pirate» |
| Хрустальная чаша                      | The Cut-Glass Bowl                      | Фифы и философы Портативный Ф. Скотт Фицджеральд | 1920, май — Scribner’s Magazine                    | Другое название «Резная хрустальная чаша» |
| Четыре затрещины                      | The Four Fists                          | Фифы и философы | 1920, июнь — Scribner’s Magazine                   | Другое название «Удары судьбы» |
| Улыбочки                              | The Smilers                             | Цена была высока | 1920, июнь — The Smart Set                         | Другие названия: - «Когда вы улыбнулись мне…» - «Твоя улыбка, милый…» |
| Первое мая                            | May Day                                 | Сказки века джаза Портативный Ф. Скотт Фицджеральд Истории Ф. Скотта Фицджеральда Возвращение в Вавилон и другие истории Рассказы Ф. Скотта Фицджеральда   | 1920, июль — The Smart Set                         | |
| Джеллибин                             | The Jelly-Bean                          | Сказки века джаза Рассказы Ф. Скотта Фицджеральда | 1920, октябрь — Metropolitan Magazine              | Другое название «Лоботряс» |
| Осадок счастья                        | The Lees of Happiness                   | Сказки века джаза | 1920, 12 декабря — Chicago Sunday Tribune          | Другие названия: - «Последние капли счастья» - «Остатки счастья» |
| Джемина, или Девушка с гор            | Jemina                                  | Сказки века джаза | 1921, январь — Vanity Fair                         | Другие названия: - «Джемина, девушка с гор» - «A Story of the Blue Ridge Mountains By John Phlox, Jr.» |
| «О, Рыжеволосая Ведьма!»              | O Russet Witch!                         | Сказки века джаза Фантастические и мистические истории Ф. Скотта Фицджеральда                                                                              | 1921, февраль — Metropolitan Magazine              | Другие названия: - «„О, рыжая ведьма!“» - «„O Russet Witch!“» |
| Популярная девушка                    | The Popular Girl                        | Кусочки рая | 1922, 11 и 18 февраля — The Saturday Evening Post  | |
| Цент на двоих                         | Two for a Cent                          | Цена была высока | 1922, апрель — Metropolitan Magazine               | Другое название «Пара на медяк» |
| Загадочная история Бенджамина Баттона | The Curious Case of Benjamin Button     | Сказки века джаза Рассказы Ф. Скотта Фицджеральда Фантастические и мистические истории Ф. Скотта Фицджеральда                                              | 1922, 27 мая — Collier’s                           | Другие названия: - «Забавный случай с Бенджамином Баттоном» - «Забавный случай Бенджамина Баттона» - «Странная история Бенджамина Баттона» - «Удивительная история Бенджамина Баттона»                            |
| Зимние мечты                          | Winter Dreams                           | Все юноши печальные Истории Ф. Скотта Фицджеральда Возвращение в Вавилон и другие истории Рассказы Ф. Скотта Фицджеральда                                  | 1922, декабрь — Metropolitan Magazine              | Другое название «Зимние грёзы» |
| Кости, кастет и гитара                | Dice, Brassknuckles & Guitar            | Цена была высока Рассказы Ф. Скотта Фицджеральда | 1923, май — Hearst’s International Cosmopolitan    | Другое название «Гитара, кости и кастет» |
| Решение                               | Hot & Cold Blood                        | Все юноши печальные | 1923, август — Hearst’s International Cosmopolitan | Другие названия: - «Муж и жена» - «Горячая и холодная кровь» - «Лёд и пламень» - «Лёд и огонь» |
| Сюрприз для Гретхен                   | Gretchen’s Forty Winks                  | Все юноши печальные | 1924, 15 марта — The Saturday Evening Post         | Другие названия: - «Сон Гретхен» - «Усни, Гретхен» - «Усни, Гретхен!» |
| Даймонд Дик                           | Diamond Dick and the First Law of Woman | Цена была высока | 1924, апрель — Hearst’s International Cosmopolitan | |
| Третий ларец                          | The Third Casket                        | Цена была высока | 1924, 31 мая — The Saturday Evening Post           | |
| Отпущение грехов                      | Absolution                              | Все юноши печальные Портативный Ф. Скотт Фицджеральд Истории Ф. Скотта Фицджеральда Возвращение в Вавилон и другие истории Рассказы Ф. Скотта Фицджеральда | 1924, июнь — The American Mercury                  | Другое название «Прощение» |
| «Самое разумное»                      | The Sensible Thing                      | Все юноши печальные Истории Ф. Скотта Фицджеральда Рассказы Ф. Скотта Фицджеральда                                                                         | 1924, 5 июля — Liberty                             | Другие названия: - «„Разумнее всего…“» - «„Разумнее всего“» - «Разумный поступок» В 1996 году по мотивам рассказа был снят фильм «The Sensible Thing» для ТВ                                                      |
| Кошмарный парнишка                    | The Unspeakable Egg                     | Цена была высока | 1924, 12 июля — The Saturday Evening Post          | Другое название «Кошмарный парниша» |
| Аркадия Джона Джексона                | John Jackson’s Arcady                   | Цена была высока | 1924, 26 июля — The Saturday Evening Post          | |

## 1925—1929
| Название                          | Оригинальное название                     | Сборник | Публикация                                          | Прим. |
| --------------------------------- | ----------------------------------------- | --- | --------------------------------------------------- | --- |
| Детский праздник                  | The Baby Party                            | Все юноши печальные Портативный Ф. Скотт Фицджеральд Истории Ф. Скотта Фицджеральда                                                                        | 1925, февраль — Hearst’s International Cosmopolitan | Другие названия: - «День рождения» - «Маленькие гости» |
| Мордобойщик                       | The Pusher-in-the-Face                    | Цена была высока | 1925, февраль — Woman’s Home Companion              | В 1929 году по мотивам рассказа был снят звуковой фильм «Pusher-in-the-Face»                                                                                        |
| Любовь в ночи                     | Love in the Night                         | Кусочки рая Рассказы Ф. Скотта Фицджеральда | 1925, 14 марта — The Saturday Evening Post          | |
| Один из самых давних друзей       | One of My Oldest Friends                  | Цена была высока | 1925, сентябрь — Woman’s Home Companion             | Другое название «Старый друг» В 1994 году по мотивам рассказа был снят немецкий фильм «Einer meiner ältesten Freunde»                                               |
| Целитель                          | The Adjuster                              | Все юноши печальные Фантастические и мистические истории Ф. Скотта Фицджеральда                                                                            | 1925, сентябрь — The Redbook Magazine               | Другое название «Лекарь» |
| Потраченный грош                  | A Penny Spent                             | Кусочки рая | 1925, 10 октября — The Saturday Evening Post        | |
| «Чего нет в путеводителе»         | Not in the Guidebook                      | Цена была высока | 1925, ноябрь — Woman’s Home Companion               | |
| Молодой богач                     | The Rich Boy                              | Все юноши печальные Портативный Ф. Скотт Фицджеральд Истории Ф. Скотта Фицджеральда Возвращение в Вавилон и другие истории Рассказы Ф. Скотта Фицджеральда | 1926, январь и февраль — The Redbook Magazine       | Другие названия: - «Богатый мальчик» - «Богатый парень» |
| Самонадеянность                   | Presumption                               | Цена была высока | 1926, 9 января — The Saturday Evening Post          | |
| Незрелое супружество              | The Adolescent Marriage                   | Цена была высока | 1926, 6 марта — The Saturday Evening Post           | |
| Танцы в загородном клубе          | The Dance                                 | Кусочки рая Фантастические и мистические истории Ф. Скотта Фицджеральда                                                                                    | 1926, июнь — The Redbook Magazine                   | Другое название «Вечер танцев» |
| Форс Мартин-Джонс и пр-нц Уэ-ский | Rags Martin-Jones and the Pr-nce of W-les | Все юноши печальные Рассказы Ф. Скотта Фицджеральда Фантастические и мистические истории Ф. Скотта Фицджеральда                                            | 1926, июль — McCall's                               | Другие названия: - «„Сиротка“ Мартин-Джонс и Пр-нц У-льский» - «„Сиротка“ Мартин-Джонс и Пр-нц Уэ-ский»                                                             |
| По-твоему и по-моему              | Your Way and Mine                         | Цена была высока | 1927, май — Woman’s Home Companion                  | Другое название «Я — это я, а ты — это ты» |
| Лестница Иакова                   | Jacob’s Ladder                            | Кусочки рая Рассказы Ф. Скотта Фицджеральда | 1927, 20 августа — The Saturday Evening Post        | |
| Корабль любви                     | The Love Boat                             | Цена была высока | 1927, 8 октября — The Saturday Evening Post         | |
| Короткий визит домой              | A Short Trip Home                         | Сигнал побудки Рассказы Ф. Скотта Фицджеральда Фантастические и мистические истории Ф. Скотта Фицджеральда                                                 | 1927, 17 декабря — The Saturday Evening Post        | Другие названия: - «Короткая поездка домой» - «Каникулы дома» |
| Чаша                              | The Bowl                                  | Цена была высока Рассказы Ф. Скотта Фицджеральда | 1928, 21 января — The Saturday Evening Post         | |
| Магнетизм                         | Magnetism                                 | Истории Ф. Скотта Фицджеральда | 1928, 3 марта — The Saturday Evening Post           | |
| Собиратель компромата             | The Scandal Detectives                    | Сигнал побудки Истории Ф. Скотта Фицджеральда Истории про Бэзила и Джозефину                                                                               | 1928, 28 апреля — The Saturday Evening Post         | Другое название «Охотники за скандалами» |
| Вечер на ярмарке                  | A Night at the Fair                       | Истории про Бэзила и Джозефину | 1928, 21 июля — The Saturday Evening Post           | Другое название «Вечером на ярмарке» |
| Заносчивый новичок                | The Freshest Boy                          | Сигнал побудки Портативный Ф. Скотт Фицджеральд Истории Ф. Скотта Фицджеральда Возвращение в Вавилон и другие истории Истории про Бэзила и Джозефину       | 1928, 28 июля — The Saturday Evening Post           | Другие названия: - «Бэзил, новичок» - «Бэзил, неисправимый хулиган» - «Самый дерзкий парень» - «Наглый мальчишка»                                                   |
| Что он о себе возомнил?           | He Thinks He’s Wonderful                  | Сигнал побудки Истории про Бэзила и Джозефину | 1928, 29 сентября — The Saturday Evening Post       | Другое название «Он думает, что он — просто чудо!» |
| Пойманная тень                    | The Captured Shadow                       | Сигнал побудки Истории про Бэзила и Джозефину Рассказы Ф. Скотта Фицджеральда                                                                              | 1928, 29 декабря — The Saturday Evening Post        | Другое название «Тень пленённая» |
| На улице, где живёт столяр        | Outside the Cabinet-Maker’s               | Литератор на склоне дня Фантастические и мистические истории Ф. Скотта Фицджеральда                                                                        | 1928, декабрь — The Century Magazine                | Другие названия: - «Волшебников надо уважать» - «У входа в мебельную мастерскую» - «У столярной мастерской» - «Возле мебельной мастерской»                          |
| Безупречная жизнь                 | The Perfect Life                          | Сигнал побудки Истории про Бэзила и Джозефину | 1929, 5 января — The Saturday Evening Post          | |
| Последняя красавица Юга           | The Last of the Belles                    | Сигнал побудки Истории Ф. Скотта Фицджеральда Рассказы Ф. Скотта Фицджеральда                                                                              | 1929, 2 марта — The Saturday Evening Post           | Другое название «Последняя южная красавица» В 1974 году по мотивам рассказа был снят биографический фильм «F. Scott Fitzgerald and 'The Last of the Belles'» для ТВ |
| Пробиваясь вперёд                 | Forging Ahead                             | Истории про Бэзила и Джозефину | 1929, 30 марта — The Saturday Evening Post          | Другое название «К цели» |
| Бэзил и Клеопатра                 | Basil and Cleopatra                       | Истории про Бэзила и Джозефину Рассказы Ф. Скотта Фицджеральда                                                                                             | 1929, 27 апреля — The Saturday Evening Post         | |
| Бурный рейс                       | The Rough Crossing                        | Истории Ф. Скотта Фицджеральда | 1929, 8 июня — The Saturday Evening Post            | Другое название «Сквозь бурю» |
| Величество                        | Majesty                                   | Сигнал побудки Рассказы Ф. Скотта Фицджеральда | 1929, 13 июля — The Saturday Evening Post           | |
| В ваши годы                       | At Your Age                               | Цена была высока Рассказы Ф. Скотта Фицджеральда | 1929, 17 августа — The Saturday Evening Post        | Другое название «В вашем возрасте» |
| Пловцы                            | The Swimmers                              | Кусочки рая Рассказы Ф. Скотта Фицджеральда | 1929, 19 октября — The Saturday Evening Post        | |

## 1930—1934
| Название                  | Оригинальное название  | Сборник | Публикация                                              | Прим. |
| ------------------------- | ---------------------- | --- | ------------------------------------------------------- | --- |
| Две вины                  | Two Wrongs             | Сигнал побудки Истории Ф. Скотта Фицджеральда Рассказы Ф. Скотта Фицджеральда                                                                         | 1930, 18 января — The Saturday Evening Post             | |
| Первая кровь              | First Blood            | Сигнал побудки Истории про Бэзила и Джозефину Рассказы Ф. Скотта Фицджеральда                                                                         | 1930, 5 апреля — The Saturday Evening Post              | |
| Тихое местечко            | A Nice Quiet Place     | Сигнал побудки Истории про Бэзила и Джозефину | 1930, 31 мая — The Saturday Evening Post                | Другое название «Тихое и приятное место» |
| Свадьба                   | The Bridal Party       | Истории Ф. Скотта Фицджеральда Рассказы Ф. Скотта Фицджеральда                                                                                        | 1930, 9 августа — The Saturday Evening Post             | Другие названия: - «Друг невесты» - «Гости невесты» - «Гость со стороны невесты» |
| Женщина с прошлым         | A Woman with a Past    | Сигнал побудки Истории Ф. Скотта Фицджеральда Истории про Бэзила и Джозефину                                                                          | 1930, 6 сентября — The Saturday Evening Post            | Другое название «Жозефина, женщина с прошлым» |
| Заграничное путешествие   | One Trip Abroad        | Литератор на склоне дня Рассказы Ф. Скотта Фицджеральда Фантастические и мистические истории Ф. Скотта Фицджеральда                                   | 1930, 11 октября — The Saturday Evening Post            | Другое название «Далекое путешествие» |
| История про снобов        | A Snobbish Story       | Истории про Бэзила и Джозефину | 1930, 29 ноября — The Saturday Evening Post             | Другое название «Из жизни снобов» |
| Дитя отелей               | The Hotel Child        | Кусочки рая Рассказы Ф. Скотта Фицджеральда | 1931, 31 января — The Saturday Evening Post             | |
| Возвращение в Вавилон     | Babylon Revisited      | Сигнал побудки Портативный Ф. Скотт Фицджеральд Истории Ф. Скотта Фицджеральда Возвращение в Вавилон и другие истории Рассказы Ф. Скотта Фицджеральда | 1931, 21 февраля — The Saturday Evening Post            | Другие названия: - «Опять Вавилон» - «Опять в Вавилоне» - «Снова в Вавилоне» В 1954 году по мотивам сценария «Cosmopolitan», основанного на рассказе «Возвращение в Вавилон», был снят фильм «The Last Time I Saw Paris» |
| Сама по себе              | On Your Own            | Цена была высока | Написан в 1931 году                                     | Другие названия: - «На свой страх и риск» - «Home to Maryland» |
| Нерешительность           | Indecision             | Цена была высока | 1931, 16 мая — The Saturday Evening Post                | |
| С чистого листа           | A New Leaf             | Кусочки рая Рассказы Ф. Скотта Фицджеральда | 1931, 4 июля — The Saturday Evening Post                | Другое название «Чистый лист» |
| Эмоциональное банкротство | Emotional Bankruptcy   | Истории про Бэзила и Джозефину Рассказы Ф. Скотта Фицджеральда                                                                                        | 1931, 15 августа — The Saturday Evening Post            | Другое название «Крушение чувств» |
| Между тремя и четырьмя    | Between Three and Four | Цена была высока | 1931, 5 сентября — The Saturday Evening Post            | |
| Смена класса              | A Change of Class      | Цена была высока | 1931, 26 сентября — The Saturday Evening Post           | |
| Ледяной приём             | A Freeze-Out           | Цена была высока Рассказы Ф. Скотта Фицджеральда | 1931, 19 декабря — The Saturday Evening Post            | |
| Диагностика               | Diagnosis              | Цена была высока | 1932, 20 февраля — The Saturday Evening Post            | |
| Шестеро и полдюжины       | Six of One             | Цена была высока Рассказы Ф. Скотта Фицджеральда | 1932, февраль — Redbook                                 | |
| Бегство и погоня          | Flight and Pursuit     | Цена была высока | 1932, 14 мая — The Saturday Evening Post                | Другое название «Догонялки» |
| Семья на ветру            | Family in the Wind     | Сигнал побудки Истории Ф. Скотта Фицджеральда | 1932, 4 июня — The Saturday Evening Post                | Другие названия: - «Люди и ветер» - «Семья против ветра» |
| Фиктивный чек             | The Rubber Check       | Цена была высока | 1932, 6 августа — The Saturday Evening Post             | |
| Какая красивая пара!      | What a Handsome Pair!  | Кусочки рая Рассказы Ф. Скотта Фицджеральда | 1932, 27 августа — The Saturday Evening Post            | |
| Сумасшедшее воскресенье   | Crazy Sunday           | Сигнал побудки Портативный Ф. Скотт Фицджеральд Истории Ф. Скотта Фицджеральда Возвращение в Вавилон и другие истории Рассказы Ф. Скотта Фицджеральда | 1932, октябрь — The American Mercury                    | Другое название «Безумное воскресенье» |
| Интерн                    | One Interne            | Сигнал побудки | 1932, 5 ноября — The Saturday Evening Post              | |
| Кошмар                    | Nightmare              | Я за тебя умру | Написан в 1932 году                                     | Другие названия: - «Фантазия в чёрных тонах» - «Fantasy in Black» |
| По расписанию             | On Schedule            | Цена была высока | 1933, 18 марта — The Saturday Evening Post              | Другое название «Согласно расписанию» |
| Больше, чем просто дом    | More Than Just a House | Цена была высока Рассказы Ф. Скотта Фицджеральда | 1933, 24 июня — The Saturday Evening Post               | |
| Я получил обувь           | I Got Shoes            | Цена была высока | 1933, сентябрь — The Saturday Evening Post              | |
| Семейный автобус          | The Family Bus         | Цена была высока | 1933, ноябрь — The Saturday Evening Post                | |
| Ну, и что вы сделаете?    | What to Do About It    | Я за тебя умру | Написан в 1933 году, отклонён The Saturday Evening Post | |
| Грейси на море            | Gracie at Sea          | Я за тебя умру | Написан в 1934 году                                     | Написан в соавторстве с Робертом Спаффордом |
| Нет цветов                | No Flowers             | Цена была высока | 1934, июль — The Saturday Evening Post                  | |
| Новые модели              | New Types              | Цена была высока | 1934, сентябрь — The Saturday Evening Post              | |
| В самый тёмный час        | In the Darkest Hour    | Цена была высока | 1934, октябрь — Redbook                                 | |
| Последний пациент         | Her Last Case          | Цена была высока | 1934, ноябрь — The Saturday Evening Post                | |

## 1935—1939
| Название                                                | Оригинальное название                       | Сборник                                                                                          | Публикация                                                   | Прим. |
| ------------------------------------------------------- | ------------------------------------------- | ------------------------------------------------------------------------------------------------ | ------------------------------------------------------------ | --- |
| В дороге вдвоём                                         | Travel Together                             | Я за тебя умру                                                                                   | Написан в 1934—1935 годах                                    | |
| Друг                                                    | The Friend                                  |                                                                                                  |                                                              | |
| Написан в 1935 году                                     |                                             |                                                                                                  |                                                              | |
| Влюблённый эскимос                                      | The Passionate Eskimo                       |                                                                                                  |                                                              | |
| Написан в 1935 году                                     |                                             |                                                                                                  |                                                              | |
| Изверг                                                  | The Fiend                                   | Сигнал побудки Фантастические и мистические истории Ф. Скотта Фицджеральда                       | 1935, январь — Esquire                                       | Другое название «Изувер»                                                                                        |
| Ночь при Чанселорсвилле                                 | The Night before Chancellorsville           | Сигнал побудки                                                                                   | 1935, февраль — Esquire                                      | Другие названия: - «Ночь у Ченселорсвилля» - «Ночь у Ченслорсвилля» - «The Night of Chancellorsville»           |
| Утро Косматика                                          | Shaggy’s Morning                            | Фантастические и мистические истории Ф. Скотта Фицджеральда                                      | 1935, май — Esquire                                          | Другое название «Утро Барбоса»                                                                                  |
| Граф Тьмы                                               | The Count of Darkness                       |                                                                                                  |                                                              | |
| 1935, июнь — Redbook                                    | По мотивам рассказа «Возвращение в Вавилон» |                                                                                                  |                                                              | |
| Сокровенные незнакомцы                                  | The Intimate Strangers                      | Цена была высока                                                                                 | 1935, июнь — McCall’s Отклонён Saturday Evening Post         | |
| Опасная зона                                            | Zone of Accident                            | Цена была высока                                                                                 | 1935, июль — The Saturday Evening Post                       | |
| Королевство в темноте                                   | The Kingdom in the Dark                     |                                                                                                  |                                                              | |
| 1935, август — Redbook                                  |                                             |                                                                                                  |                                                              | |
| Ах ты мой бедный павлинчик!                             | Lo, the Poor Peacock                        | Цена была высока                                                                                 | Написан в 1935 году, отклонён The Saturday Evening Post      | |
| Я за тебя умру                                          | I’d Die for You                             | Я за тебя умру                                                                                   | Написан в 1935 году                                          | Другое название «The Legend of Lake Lure»                                                                       |
| Жемчуг и мех                                            | The Pearl and the Fur                       | Я за тебя умру                                                                                   | Написан в 1935 году, отклонён The Saturday Evening Post      | |
| День, свободный от любви                                | Day Off from Love                           | Я за тебя умру                                                                                   | Написан в 1935—1936 годах                                    | |
| Её судьба в её руках                                    | Fate in Her Hands                           | Цена была высока                                                                                 | 1936, апрель — American Magazine                             | Другое название «What You Don’t Know»                                                                           |
| Образ в сердце                                          | Image on the Heart                          | Цена была высока                                                                                 | 1936, апрель — McCall’s                                      | |
| Неописуемо классно                                      | Too Cute for Words                          | Цена была высока                                                                                 | 1936, апрель — The Saturday Evening Post                     | Другое название «Так клёво, что слов нет!»                                                                      |
| Музыка в трёх актах                                     | Three Acts of Music                         | Цена была высока                                                                                 | 1936, май — Esquire                                          | Другое название «Три мелодии»                                                                                   |
| В доме                                                  | Inside the House                            | Цена была высока                                                                                 | 1936, июнь — The Saturday Evening Post                       | Другое название «Дома»                                                                                          |
| Чувствуйте себя как дома                                | Make Yourself at Home                       |                                                                                                  |                                                              | |
| Написан в 1936 году, отклонён The Saturday Evening Post |                                             |                                                                                                  |                                                              | |
| «Я не был на войне»                                     | «I Didn’t Get Over»                         | Литератор на склоне дня                                                                          | 1936, октябрь — Esquire                                      | Другие названия: - «Военные бэби» - «Трудный пациент» - «„На фронт я не попал“»                                 |
| Циклон в безмолвном краю                                | Cyclone in Silent Land                      | Я за тебя умру                                                                                   | Написан в 1936 году, отклонён The Saturday Evening Post      | |
| За большие пальцы                                       | Thumbs Up                                   | Я за тебя умру                                                                                   | Написан в 1936 году                                          | |
| Полная жизнь                                            | A Full Life                                 |                                                                                                  |                                                              | |
| Написан в 1936—1937 годах                               | Другое название «The Vanished Girl»         |                                                                                                  |                                                              | |
| Визит дантиста                                          | Dentist Appointment                         | Я за тебя умру                                                                                   | Написан в 1937 году                                          | |
| Тяжелый случай                                          | An Alcoholic Case                           | Истории Ф. Скотта Фицджеральда                                                                   | 1937, февраль — Esquire                                      | Другие названия: - «Трудный больной» - «Трудный пациент» - «Последний пациент»                                  |
| «Беда»                                                  | «Trouble»                                   | Цена была высока                                                                                 | 1937, март — The Saturday Evening Post                       | |
| Затянувшийся отъезд                                     | The Long Way Out                            | Истории Ф. Скотта Фицджеральда Возвращение в Вавилон и другие истории                            | 1937, сентябрь — Esquire                                     | Другие названия: - «Долгое ожидание» - «Я могу подождать» - «Каменный мешок» - «Миссис Кинг согласна подождать» |
| Постоялец из девятнадцатого номера                      | The Guest in Room Nineteen                  | Цена была высока                                                                                 | 1937, октябрь — Esquire                                      | Другое название «Постоялец из девятнадцатого»                                                                   |
| На выходных                                             | In the Holidays                             | Цена была высока                                                                                 | 1937, декабрь — Esquire                                      | Другое название «Праздничные дни»                                                                               |
| Игра в офсайде                                          | Offside Play                                | Я за тебя умру                                                                                   | Написан в 1937 году, отклонён The Saturday Evening Post      | Другие названия: - «Athletic Interval» - «Athletic Interview»                                                   |
| Честь Чувырлы                                           | The Honor of the Goon                       |                                                                                                  |                                                              | |
| Написан в 1937 году                                     | Другое название «Честь Тупицы»              |                                                                                                  |                                                              | |
| Спонсоры Финнегана                                      | Financing Finnegan                          | Истории Ф. Скотта Фицджеральда Рассказы Ф. Скотта Фицджеральда Ф. Скотт Фицджеральд об авторстве | 1938, январь — Esquire                                       | Другое название «Как финансировали Финнегана»                                                                   |
| Отказаться                                              | Discard                                     | Цена была высока                                                                                 | Написан в июле 1939 году, отклонён The Saturday Evening Post | Другое название «Director’s Special»                                                                            |
| Этюд в гипсе                                            | Design in Plaster                           | Литератор на склоне дня                                                                          | 1939, ноябрь — Esquire                                       | Другие названия: - «Образ в гипсе» - «Замок из гипса»                                                           |
| Потерянное десятилетие                                  | The Lost Decade                             | Истории Ф. Скотта Фицджеральда Рассказы Ф. Скотта Фицджеральда                                   | 1939, декабрь — Esquire                                      | Другое название «Десять потерянных лет»                                                                         |
| Странный приют                                          | Strange Sanctuary                           |                                                                                                  |                                                              | |
| 1939, декабрь — Liberty                                 |                                             |                                                                                                  |                                                              | |
| Температура                                             | Temperature                                 | Я за тебя умру                                                                                   | Написан в 1939 году                                          | Другие названия: - «Женщины в доме» - «The Women in the House»                                                  |
| Поклон Люси и Элси                                      | Salute to Lucy and Elsie                    | Я за тебя умру                                                                                   | Написан в 1939 году, отклонён Esquire                        | |
| Любовь — это боль                                       | Love is a Pain                              | Я за тебя умру                                                                                   | Написан в 1939—1940 годах                                    | |

## 1940—1941
| Название                          | Оригинальное название                   | Сборник                                            | Публикация                | Прим. |
| --------------------------------- | --------------------------------------- | -------------------------------------------------- | ------------------------- | --- |
| Новости с «Парижа» — 15 лет назад | News of Paris — Fifteen Years Ago       | Литератор на склоне дня                            | Написан в 1940 году       | Другие названия: - «Парижские новости пятилетней давности» - «Парижские новости»                                                                     |
| Последний поцелуй                 | Last Kiss                               | Кусочки рая Рассказы Ф. Скотта Фицджеральда        | Написан в 1940 году       | |
| Нежно любимый                     | Dearly Beloved                          | Кусочки рая Рассказы Ф. Скотта Фицджеральда        | Написан в 1940 году       | |
| Рождественский подарок Пэта Хобби | Pat Hobby’s Christmas Wish              | Истории Пэта Хобби                                 | 1940, январь — Esquire    | |
| Ненужный человек                  | A Man in the Way                        | Истории Пэта Хобби                                 | 1940, февраль — Esquire   | Другие названия: - «Человек, который всегда мешает…» - «Лишний человек» - «Человек путается под ногами»                                              |
| «Вскипятите воды — и побольше»    | «Boil Some Water — Lots of It»          | Истории Пэта Хобби Рассказы Ф. Скотта Фицджеральда | 1940, март — Esquire      | Другие названия: - «„Принесите горячей воды — и побольше“» - «„Кипятку сюда — и побольше!“»                                                          |
| Соавтор гения                     | Teamed with Genius                      | Истории Пэта Хобби                                 | 1940, апрель — Esquire    | Другое название «В упряжке с гением» В 1987 году по мотивам рассказа был снят фильм «Tales from the Hollywood Hills: Pat Hobby Teamed with Genius»   |
| Пэт Хобби и Орсон Уэллс           | Pat Hobby and Orson Welles              | Истории Пэта Хобби                                 | 1940, май — Esquire       | |
| Секрет Пэта Хобби                 | Pat Hobby’s Secret                      | Истории Пэта Хобби                                 | 1940, июнь — Esquire      | |
| Конец ненависти                   | The End of Hate                         | Цена была высока                                   | 1940, 22 июня — Collier’s | |
| Пэт Хобби, предполагаемый отец    | Pat Hobby, Putative Father              | Истории Пэта Хобби                                 | 1940, июль — Esquire      | |
| В гостях у звёзд                  | The Homes of the Stars                  | Истории Пэта Хобби                                 | 1940, август — Esquire    | Другое название «Дома звёзд» |
| Пэт Хобби входит в роль           | Pat Hobby Does His Bit                  | Истории Пэта Хобби                                 | 1940, сентябрь — Esquire  | Другие названия: - «Пэт Хобби сыграл роль» - «Пэт Хобби исполняет свой долг» - «Пат Хобби играет роль»                                               |
| Премьера Пэта Хобби               | Pat Hobby’s Preview                     | Истории Пэта Хобби                                 | 1940, октябрь — Esquire   | |
| Попытка не пытка                  | No Harm Trying                          | Истории Пэта Хобби                                 | 1940, ноябрь — Esquire    | Другое название «Попытка — не пытка» |
| Патриотизм в коротком метре       | A Patriotic Short                       | Истории Ф. Скотта Фицджеральда Истории Пэта Хобби  | 1940, декабрь — Esquire   | Другое название «Патриотическое кино» |
| Боги тьмы                         | Gods of Darkness                        |                                                    |                           | |
| Написан в 1941 году               |                                         |                                                    |                           | |
| Женщина из «Клуба 21»             | The Woman from Twenty-One               |                                                    |                           | |
| Написан в 1941 году               | Другое название «Женщина из клуба „21“» |                                                    |                           | |
| Три часа между самолётами         | Three Hours between Planes              | Истории Ф. Скотта Фицджеральда                     | Написан в 1941 году       | Другие названия: - «Три часа между рейсами» - «Между рейсами» В 1964 году по мотивам рассказа был снят югославский фильм «Izmedju dva aviona» для ТВ |
| По следу Пэта Хобби               | On the Trail of Pat Hobby               | Истории Пэта Хобби                                 | 1941, январь — Esquire    | Другие названия: - «По следам Пэта Хобби» - «По следу Пата Хобби» - «Гранд-мотель»                                                                   |
| Забавы художников                 | Fun in an Artist’s Studio               | Истории Пэта Хобби                                 | 1941, февраль — Esquire   | Другие названия: - «Веселье в мастерской» - «Забавы в мастерской» - «Пикантная мастерская»                                                           |
| В океане                          | On an Ocean Wave                        | Цена была высока                                   | 1941, февраль — Esquire   | Другое название «Однажды в океане» |
| Два ветерана                      | Two Old-Timers                          | Истории Ф. Скотта Фицджеральда Истории Пэта Хобби  | 1941, март — Esquire      | Другие названия: - «Обломки прошлого» - «„Старая Гвардия“» - «Патриархи» - «Двое из „бывших“»                                                        |
| Не вырубить топором               | Mightier than the Sword                 | Истории Пэта Хобби                                 | 1941, апрель — Esquire    | Другое название «Не вырубишь топором» |
| Пэт Хобби в колледже              | Pat Hobby’s College Days                | Истории Пэта Хобби                                 | 1941, май — Esquire       | Другое название «Пэт Хобби и гранит науки» |